# Marley Shelton
Marley Eve Shelton (Los Angeles, 12 aprile 1974) è un'attrice statunitense.

## Biografia
Figlia del produttore Christopher Shelton, comincia a recitare negli anni '90, lavorando in diversi film televisivi e cinematografici, spesso rivolti ad un pubblico adolescenziale come Mai stata baciata del 1999 o Le insolite sospette - Sugar & Spice del 2001. Negli anni successivi ha lavorato soprattutto in film indipendenti e film a basso costo, ad esclusione di Sin City del 2005 e Grindhouse - Planet Terror del 2007. Tra il 2008 e il 2009 partecipa come protagonista alla serie televisiva poliziesca Eleventh Hour accanto a Rufus Sewell. La serie è stata cancellata dopo una sola stagione.

## Vita privata
Nel 2001 la Shelton ha sposato il produttore Beau Flynn da cui ha avuto due figlie.

## Filmografia

### Cinema
- Grand Canyon - Il cuore della città (Grand Canyon), regia di Lawrence Kasdan (1991)
- I ragazzi vincenti (The Sandlot), regia di David Mickey Evans (1993)
- Gli intrighi del potere - Nixon (Nixon), regia di Oliver Stone (1995)
- Colin Fitz Lives!, regia di Robert Bella (1997)
- Warriors of Virtue, regia di Ronny Yu (1997)
- Safe Sex - Tutto in una notte (Trojan War), regia di George Huang (1997)
- Too Smooth (Hairshirt), regia di Dean Paras (1998)
- Pleasantville, regia di Gary Ross (1998)
- Lo scapolo d'oro (The Bachelor), regia di Gary Sinyor (1999)
- Protect-O-Man, regia di Cristopher Shelton (1999)
- Mai stata baciata (Never Been Kissed), regia di Raja Gosnell (1999)
- Lured Innocence, regia di Kikuo Kawasaki (2000)
- On the Borderline, regia di Michael Oblowitz (2001)
- Le insolite sospette - Sugar & Spice (Sugar & Spice), regia di Francine McDougall (2001)
- Valentine - Appuntamento con la morte (Valentine), regia di Jamie Blanks (2001)
- Bubble Boy, regia di Blair Hayes (2001)
- Just a Kiss, regia di Fisher Stevens (2002)
- Moving Alan, regia di Cristopher Shelton (2003)
- Le ragazze dei quartieri alti (Uptown Girls), regia di Boaz Yakin (2003)
- Dallas 362 - Giovani e ribelli (Dallas 362), regia di Scott Caan (2003)
- Grand Theft Parsons, regia di David Caffrey (2003)
- The Old Man and the Studio, regia di Eric Champnella - cortometraggio (2004)
- Sin City, regia di Robert Rodriguez, Frank Miller e Quentin Tarantino (2005)
- Non bussare alla mia porta (Don't Come Knocking), regia di Wim Wenders (2005)
- American Dreamz, regia di Paul Weitz (2006)
- Jesus, Mary and Joey, regia di James Quattrocchi (2006)
- The Last Kiss, regia di Tony Goldwyn (2006)
- Grindhouse - Planet Terror (Planet Terror), regia di Robert Rodriguez (2007)
- Grindhouse - A prova di morte (Death Proof), regia di Quentin Tarantino (2007)
- The Fifth Patient, regia di Amir Mann (2007)
- W., regia di Oliver Stone (2008)
- Untitled, regia di Jonathan Parker (2009)
- Women in Trouble, regia di Sebastian Gutierrez (2009)
- A Perfect Getaway - Una perfetta via di fuga (A Perfect Gateway), regia di David Twohy (2009)
- The Mighty Macs, regia di Tim Chambers (2009)
- Elektra Lukk, regia di Sebastian Gutierrez (2010)
- Scream 4, regia di Wes Craven (2011)
- Annie Parker (Decoding Annie Parker), regia di Steven Bernstein (2013)
- Premonitions (Solace), regia di Afonso Poyart (2015)
- Rampage - Furia animale (Rampage), regia di Brad Peyton (2018)
- Scream, regia di Matt Bettinelli-Olpin e Tyler Gillett (2022)

### Televisione
- The Family Man – serie TV, episodio 1x07 (1990)
- Up to No Good – film TV (1992)
- Family Matters – serie TV, episodio 3x19 (1992)
- Indagini pericolose (Bodies of Evidence) – serie TV, episodio 1x08 (1992)
- Camp Wilder – serie TV, episodio 1x06 (1992)
- Crossroads – serie TV, episodio 1x05 (1992)
- Grat Scott! – serie TV, episodio 1x06 (1992)
- Il giorno del sacrificio (Ambush in Waco: In the Line of Duty), regia di Dic Lowry – film TV (1993)
- Angel Falls – serie TV (1993)
- Dead at 21 – serie TV, episodio 1x03 (1994)
- McKenna – serie TV, episodio 1x02 (1994)
- La mia rivale (A Friend to Die For), regia di William A. Graham – film TV (1994)
- Hercules nell'inferno degli dei (Hercules in the Underworld), regia di Christian Williams – film TV (1994)
- Take Me Home Again, regia di Tom McLoughlin – film TV (1994)
- Cybill – serie TV, episodio 1x12 (1995)
- When Friendship Kills, regia di James A. Contner – film TV (1996)
- Fantasilandia (Fantasy Island) – serie TV, episodio 1x01 (1998)
- Karen Sisco – serie TV, episodio 1x08 (2004)
- American Dad! – serie TV animata, episodio 1x07 (voce di Betsy White) (2005)
- Dark Shadows, regia di P. J. Hogan – film TV (2005)
- Eleventh Hour – serie TV, 18 episodi (2008-2009)
- Harry's Law – serie TV, episodio 2x05 (2011)
- Mad Men – serie TV, episodio 6x04 (2013)
- The Lottery – serie TV, 10 episodi (2014)
- Rise – serie TV, 10 episodi (2018)
- 1923 – serie TV, 5 episodi (2022-2023)

## Doppiatrici italiane
Nelle versioni in italiano delle opere in cui ha recitato, Marley Shelton è stata doppiata da:
- Valentina Mari in Pleasantville, Le insolite sospette - Sugar & Spice, Bubble Boy, Rise
- Francesca Fiorentini ne Le ragazze dei quartieri alti, La mia rivale, Premonitions
- Perla Liberatori in Scream 4, Scream, 1923
- Gilberta Crispino in American Dreamz, Non bussare alla mia porta
- Tatiana Dessi in A Perfect Getaway - Una perfetta via di fuga
- Selvaggia Quattrini in Valentine - Appuntamento con la morte
- Jenny De Cesarei in Safe Sex - Tutto in una notte
- Claudia Catani in Grindhouse - Planet Terror, Rampage - Furia animale
- Elisabetta Spinelli in La scelta di Joey
- Francesca Guadagno in Mai stata baciata
- Rossella Acerbo ne Lo scapolo d'oro
- Anna Lana in Grand Theft Parsons
- Ilaria Latini in Eleventh Hour
- Emanuela Baroni in Mad Men
- Barbara De Bortoli in Tracker